# Jan Henryk Sierociński
Jan Henryk Sierociński (ur. 1798 w Kalniku, zm. 14 marca 1837 w Omsku) – polski ksiądz unicki, powstaniec listopadowy, zesłaniec syberyjski.

## Życiorys
Syn Kajetana Jana, proboszcza unickiego w Uchaniach w Hrubieszowskiem. Uczył się w Seminarium Głównym przy Uniwersytecie Wileńskim, gdzie otrzymał stopień magistra teologii. W 1823 przyjął święcenia w Połocku. W 1829 pełnił obowiązki przełożonego bazylianów w Owruczu. Uczestniczył w powstaniu listopadowym. Więziony był w Żytomierzu, oddany został pod rosyjski sąd wojskowy. W 1832 zesłany do Specjalnego Korpusu Syberyjskiego, skazany na pozbawienie święceń i konfiskatę majątku. Wysłany pieszo, doszedł do Tobolska. W 1833 aresztowany w związku z tzw. spiskiem omskim, mającym na celu oderwanie Syberii od Rosji. Uznany za jednego z jego przywódców, obok m.in. Franciszka Ksawerego Szokalskiego i Władysława Drużyłowskiego. 12 stycznia 1837 car Mikołaj I Romanow zamienił mu karę śmierci przez rozstrzelanie na karę w rzeczywistości surowszą - chłostę w postaci 6000 uderzeń kijami po całym ciele, co równało się faktycznie z rozerwaniem ciała i śmiercią w katuszach. 
Jego postać opiewał w wierszu Sierociński Mieczysław Romanowski, natomiast Teofil Lenartowicz dedykował m.in. Sierocińskiemu utwór Na przepadłe imię, kartki z niedokończonej tragedii. Lew Tołstoj w opowiadaniu Za co? odtworzył scenę jego kaźni.